# クリストファー・スキナー
クリストファー・スキナー（英: Christopher Skinner、1972年6月4日-）は、数論とラングランズ・プログラムを専門とするアメリカの数学者。

## 概要
1993 年にミシガン大学を卒業し、1997 年にアンドリュー・ワイルズの下で博士号を取得した後、準教授としてミシガン大学に移籍した。2006 年からはプリンストン大学で数学の教授職を務めている。エリック アーバンと共に、岩澤理論の主予想の多くのケースを証明した 。